# Haplogryllacris castanea
Haplogryllacris castanea är en insektsart som först beskrevs av Brunner von Wattenwyl 1888.  Haplogryllacris castanea ingår i släktet Haplogryllacris och familjen Gryllacrididae. Inga underarter finns listade i Catalogue of Life.